# زنبق الأمازون
زنبق الأمازون (بالإنجليزية: Amazon Lily) من النباتات المزهرة التي تنتمي إلى عائلة النرجسيات، يرجع أصله إلى غرب كولومبيا وغرب الإكوادور. ويزرع في مناطق أخرى على نطاق واسع كنبات للزينة.

## معرض صور

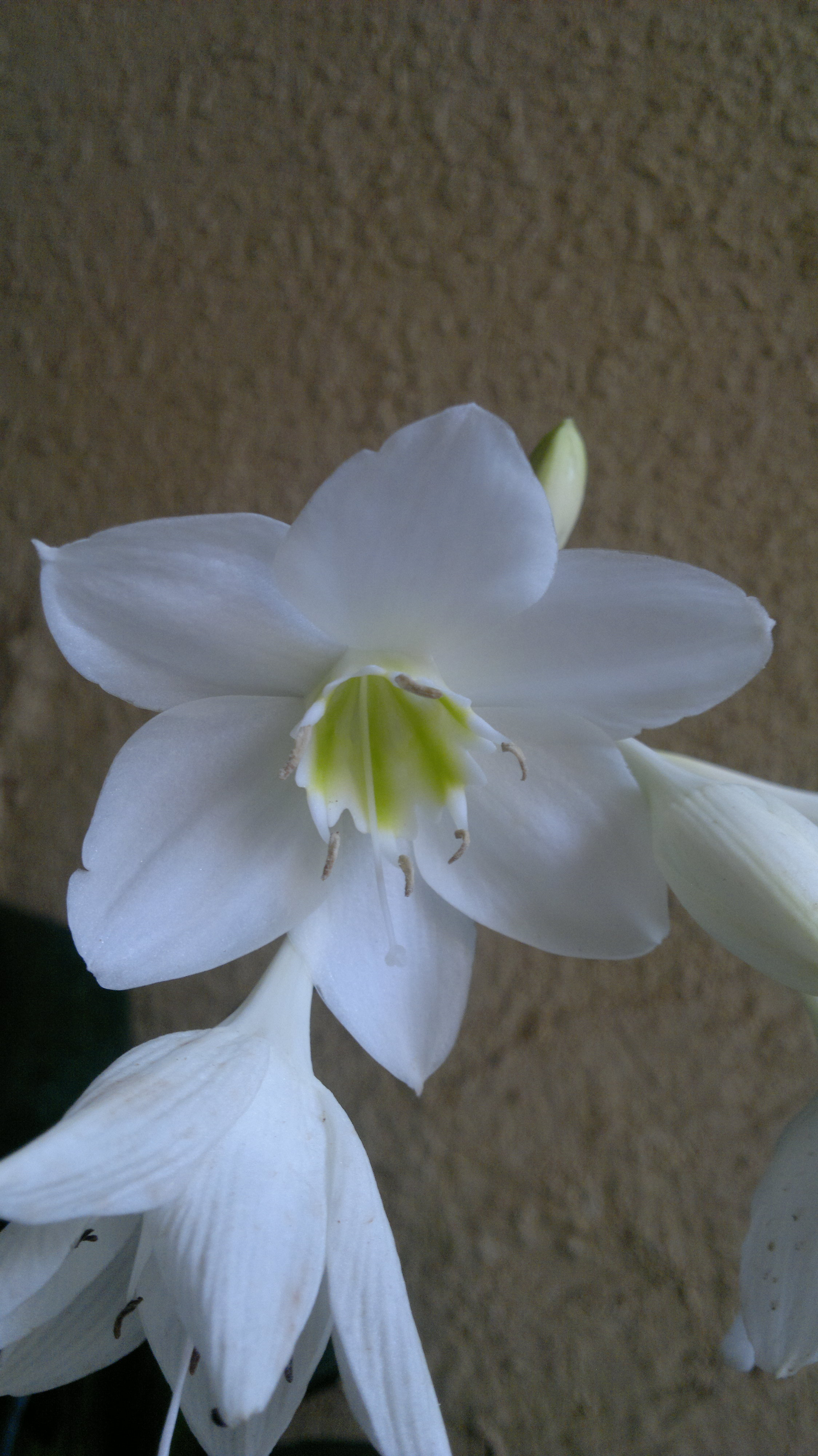
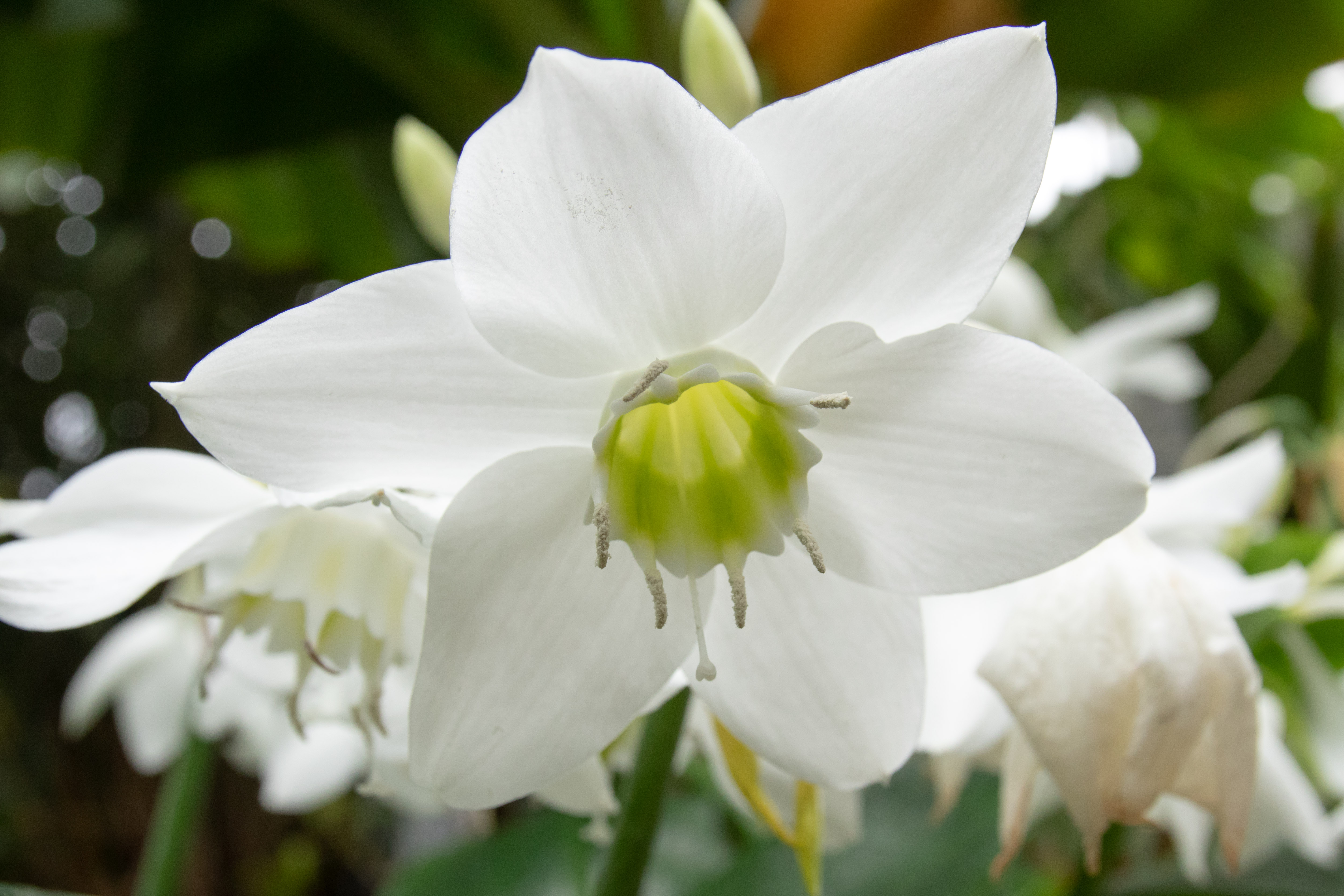
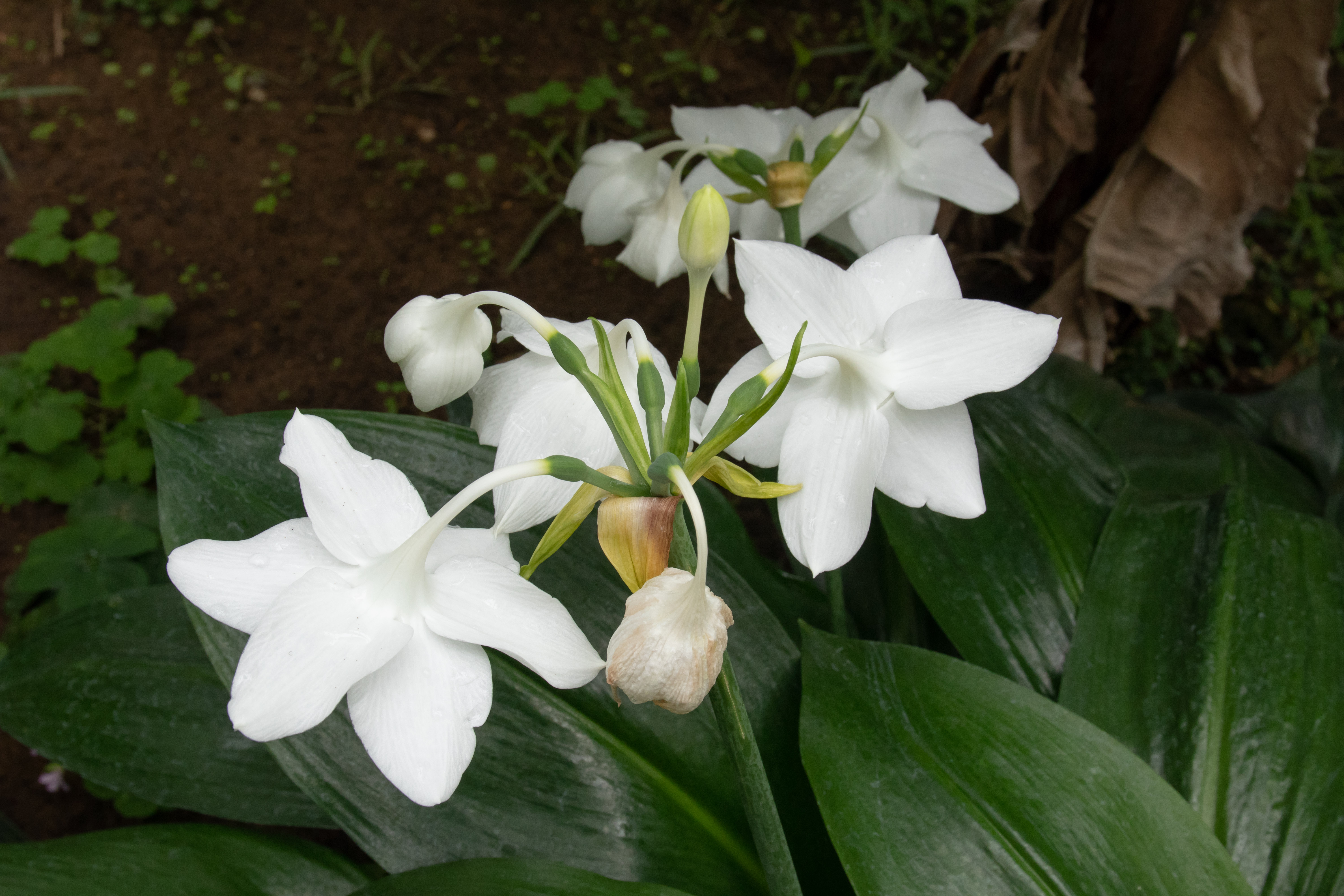